# Lumby, British Columbia
Lumby är en ort i Kanada.   Den ligger i provinsen British Columbia, i den södra delen av landet, 3 200 km väster om huvudstaden Ottawa. Lumby ligger 516 meter över havet och antalet invånare är 1 625.
Terrängen runt Lumby är huvudsakligen kuperad. Lumby ligger nere i en dal. Runt Lumby är det mycket glesbefolkat, med 2 invånare per kvadratkilometer.. Närmaste större samhälle är Coldstream, 17,0 km väster om Lumby. 
I omgivningarna runt Lumby växer i huvudsak barrskog.